# スタンリー・マイヤーズ
スタンリー・マイヤーズ（Stanley Myers、1930年10月6日 - 1993年11月9日）は、イギリス出身の作曲家。映画音楽で知られる。

## 略歴
イングランド、バーミンガムで生まれる。60作以上の映画音楽の作曲を手がけ、アカデミー賞を受賞したマイケル・チミノ監督『ディア・ハンター』での作曲で特に知られる。他に作曲を担当した作品は『プリック・アップ』『マイ・ビューティフル・ランドレット』など。63歳で癌により亡くなった。
ハンス・ジマーは、彼のもとで作曲家修業していた。